# Malá Domaša
Malá Domaša este o comună slovacă, aflată în districtul Vranov nad Topľou din regiunea Prešov. Localitatea se află la altitudinea de 137 m deasupra n.m., se întinde pe o suprafață de 5,66 km2 și în 2017 număra 549 de locuitori.

## Istoric
Localitatea Malá Domaša este atestată documentar din 1317.

## Demografie
| An:                | 1994 | 2004    | 2014    | 2024    |
| ------------------ | ---- | ------- | ------- | ------- |
| Număr de persoane: | 409  | 451     | 508     | 706     |
| Diferență:         |      | +10,26% | +12,63% | +38,97% |

| An:                | 2023 | 2024   |
| ------------------ | ---- | ------ |
| Număr de persoane: | 691  | 706    |
| Diferență:         |      | +2,17% |